# TENGA
TENGA（テンガ）とは、株式会社TENGAが販売するセルフプレジャー（オナニー）関連商品のブランド名である。

## 概要

### ブランドコンセプト
TENGAのブランドコンセプトは「性を表通りに、誰もが楽しめるものに変えていく」であり、性的なことや製品に対する「うしろめたい」「あやしい」「いやらしい」というイメージを払拭して、性に対する意識を変えることを目指す。それを果たすため、従前の類似品にはなかった「一般性の獲得」「機能とデザインの融合」を目標としている。

#### 一般性の獲得
通常の工業製品同様、製品を用いることへの心理的ハードルを下げ、「その製品を使うことは普通のこと」とみなされるようになるという一般性の獲得を目指す。したがって、従来の同種製品のように、女性器の形を模したプロダクトデザインや、卑猥な言葉や裸の女性の画像が表示されたパッケージデザインなど、「自慰は卑猥で猥褻なことだから、より猥褻な気持ちになって使って下さい。」というメッセージを発したり、卑猥でアンダーグラウンドなイメージを付加するようなデザインやマーケティングは行わない。

#### 機能とデザインの融合
従前の同種製品とは異なり、女性器の模倣ではなく、マスターベーションの目的を果たすのに最適な機能を追求し、それに合ったデザインを目指している。デザインを優先するために機能が損なわれることや、その逆を避け、「見た目が決して卑猥ではないこと」「フォルムがきれいなこと」「機能性」を鼎立させたデザインを目標としている。Apple製品のように、用途について細かな説明のいらない、世界でも受け入れられるようなユニバーサルデザインとすることも目標とされている。
このようなTENGA製品のデザインは高く評価されており、2006年にはグッドデザイン賞の一次審査を通過、また2012年にはホールシリーズの3D SPIRALが、2017年にはSVRがirohaとともに、2018年にはMOOVAが、レッドドット・デザインアワードをそれぞれ受賞している。

### 「TENGA」の由来
「新しい発想でハイクオリティなものづくりをして、モノのあり方を変える」という思いから、敢えて、従前のアダルトグッズのイメージとは異なり、和服や日本舞踊などに対する褒め言葉として用いられる「典雅」の語がブランド名に採用されている。

## 開発までの経緯

### 開発への決意
現在の株式会社典雅代表取締役社長松本光一は、専門学校卒業後、輸入車のディーラー、クラシックカー整備会社を経て、国産中古車のセールスを行っていた。セールス自体は順調ではあったものの、クラシックカー整備会社時代に芽生えた「モノづくりをしたい」「新しいものを生み出したい」という思いが満たされない状態が続いていた。
松本はそうした思いを抱えながら、ある日アダルトグッズショップに入店し、陳列されたアダルトグッズを見て、通常の製品にはあるような製造元表示や問い合わせ表示などがないこと、デザインに進歩がないこと、製品説明を含め消費者向けの情報整理がなされていないことなどに疑問を持った。さらに、何より、通常の製品は一般性の獲得を目指すにもかかわらず、アダルトグッズのプロダクトデザインやパッケージデザインはそれとは逆で、「自慰は卑猥で猥褻なこと」という前提を置き、その製品を使うことが特殊なことであるかのような売り方をしていることに、強い違和感を持った。この違和感を元に、松本は、入店後即座に「一般プロダクトとしてのアダルトグッズ」を製造することを決意した。

### 開発期間
松本は当時勤めていた会社を退職し、貯金を元手に自主制作を始め、早朝から深夜まで、資金繰りの不安に耐えながら、既製品を購入して分解し構造を分析したり、試作品を作って友人に試用させ感想を聞いたりといったことを2年近く繰り返した。例えば形状・サイズについては多くの人の手に取りやすいペットボトルを参考に、また内部の圧力については部位によって締め付けが異なる女性用加圧ストッキングを参考にするなどして、改良を重ね、現在の製品にある機能の大枠を備えた試作品を完成させた。
既存のアダルトグッズ販路に自らの製品を載せるつもりのなかった松本は、この試作品ができた段階で、当時ソフト・オン・デマンドの代表取締役社長だった高橋がなりへプレゼンテーションを行い、好評価を得た。それ以降も、製造を引き受けてくれる金型工場が見つからないなどの困難はあったが、ソフト・オン・デマンドの協力のもと、量産体制の構築と、機能・形状・デザインの仕上げを行うことができた。

### 発売と発展
2005年7月7日に「TENGA」ブランドのもと5種類のカップシリーズのオナホールが発売された。発売当初のキャッチコピーは「オナニーの未来が、やってきた」とし、「オナニーは決して卑猥なことでも、後ろめたいことでもない。誰もがするごく当たり前で健全なこと」というメッセージを打ち出した。
製品は人気となり、通常この種の製品は5,000個売れればヒット商品と言われるところを、発売前に既に5万個の予約が入り、発売初月で10万個、発売後1年で100万個が販売された。

### 海外進出
2007年に日本国外での販売が開始された。2018年現在、海外拠点をアメリカ、中国、ドイツ、韓国、台湾に設け、60ヵ国以上の国と地域で製品を販売しており、世界で累計7,000万個を売り上げている。

## 主なラインナップ
2018年12月現在、以下のようなラインの製品が販売されている。

### CUP カップシリーズ

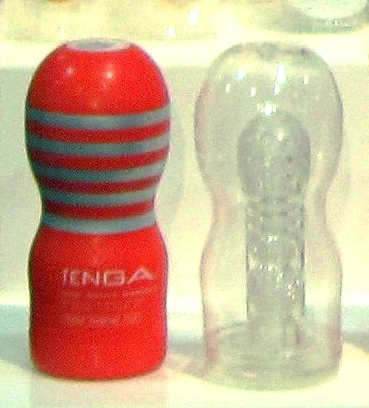
ディープスロートカップ。右にあるのは内部の構造を模擬した透明模型

2005年の発売時から存在するシリーズで、本体は円筒形である。ローションを内蔵した1回使い切り型となっている。下記のほか、SEASONALとしてメントール配合のCOOLおよび発熱ユニット内蔵のHOTも販売されている。
- STANDARD：TENGAシリーズの基本となる製品である。商品パッケージの色は赤。
- SOFT：柔らかな使用感の製品である。商品パッケージの色は白。
- HARD ：強い刺激を与える製品である。商品パッケージの色は黒。
- PREMIUM：本体素材およびローションを高品質なものとし、内部ディテールを改良した高級仕様の製品である。
- ROLLING TENGA：回転刺激に特化した製品である。
- SD TENGA：先端刺激に特化した製品である。
- U.S. TENGA：サイズアップによる吸引刺激に特化した製品である。

### EGG エッグシリーズ

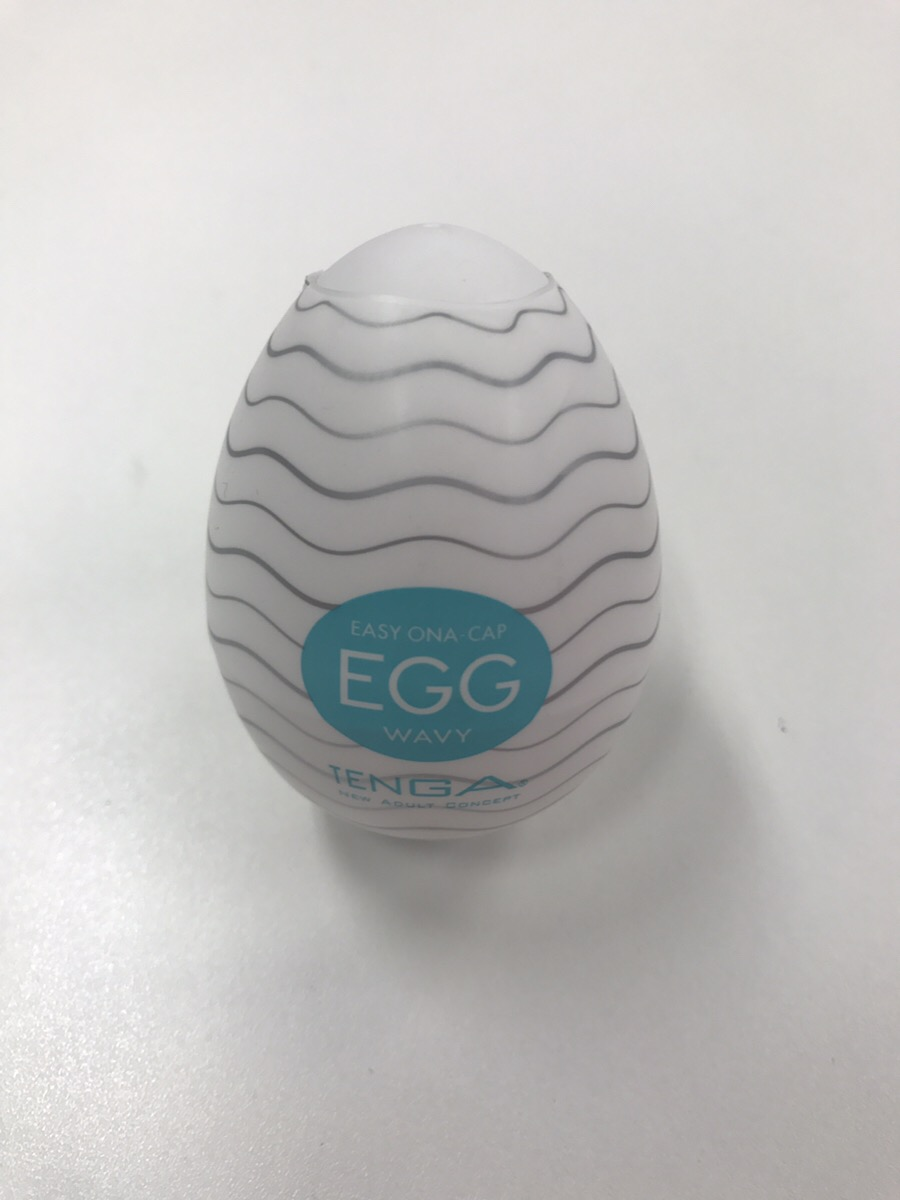
EGGシリーズ

2008年発売のシリーズで、本体は卵型であるが、超ストレッチ素材のエラストマーが用いられており、用途に応じ伸ばして使用する。ローションを別添した1回使い切り型となっている。値段が安く種類が豊富なため収集家が多い。
エラストマーの弾力性に応じ、STANDARDシリーズおよびHARD GELシリーズに分けられている。内部ディテールは製品の種類ごとに異なっており、51種類（期間限定、販売中止含む）の製品がある。
種類に応じて、シックスカラーズ、スタンダードパッケージ、ハードゲルバージョンは「ジョークグッズ」。夏仕様ウェイビー、キースへリングコラボは「男性用生理用品（マスターベーション用品）」。2021年から新発売されたWONDERシリーズは「男性用プレジャーアイテム」と、それぞれ明記されている
ラバーズシリーズは5種類あるがそれぞれパッケージデザインが違っているだけで内部ディテールは同じである。
種類の詳細については以下の通り
期間限定、コラボ商品（販売中止した種類も含む）
- バレンタインをイメージしたラバーズシリーズ5種類
- 冬仕様のTWINKLシリーズ2種類
  - トゥインクル、スパークル
- 夏仕様のメントール配合ウェイビー（限定扱いではあるが季節問わず購入可能）
- 2011年6月15日頃に行われたTENGAEGG総選挙にて落選し期間限定、数量限定で発売された7種類
  - ドミノ、ジギー、ブリッカー、スパイシー、ブラスター、ゼブラ、ブレイカー（既に販売中止）
- キースへリングコラボ3種類
  - ストリート、ダンス、パーティ（現在もTENGA公式通販サイトにて単体、セットで販売中）
- 9monstersコラボ9種類
  - バルキーバイソン トルネード、ワイルドベア サンダー、チャビーピギー ボクシー、マッスルウルフ シャイニー、スポーティーパンサー ファーサー、アスリートコング クレーター、ラブリードッグ ブラッシュ、クールモンキー スフィア、スリムキャット シルキーⅡ

通常シリーズ
- シックスカラーズ6種類
  - ウェイビー、クリッカー、スパイダー、ツイスター、ステッパー、シルキー
- スタンダードパッケージ6種類
  - ウェイビー2、ボクシー、ブラッシュ、トルネード、スフィア、シルキー2
- ハードゲルバージョン6種類
  - サンダー、クレーター、ミスティ、クラウディ、シャイニー、サーファー
- WONDERシリーズ6種類
  - ウインド、スタッド、メッシュ、チューブ、カール、リング

### POCKET ポケットシリーズ

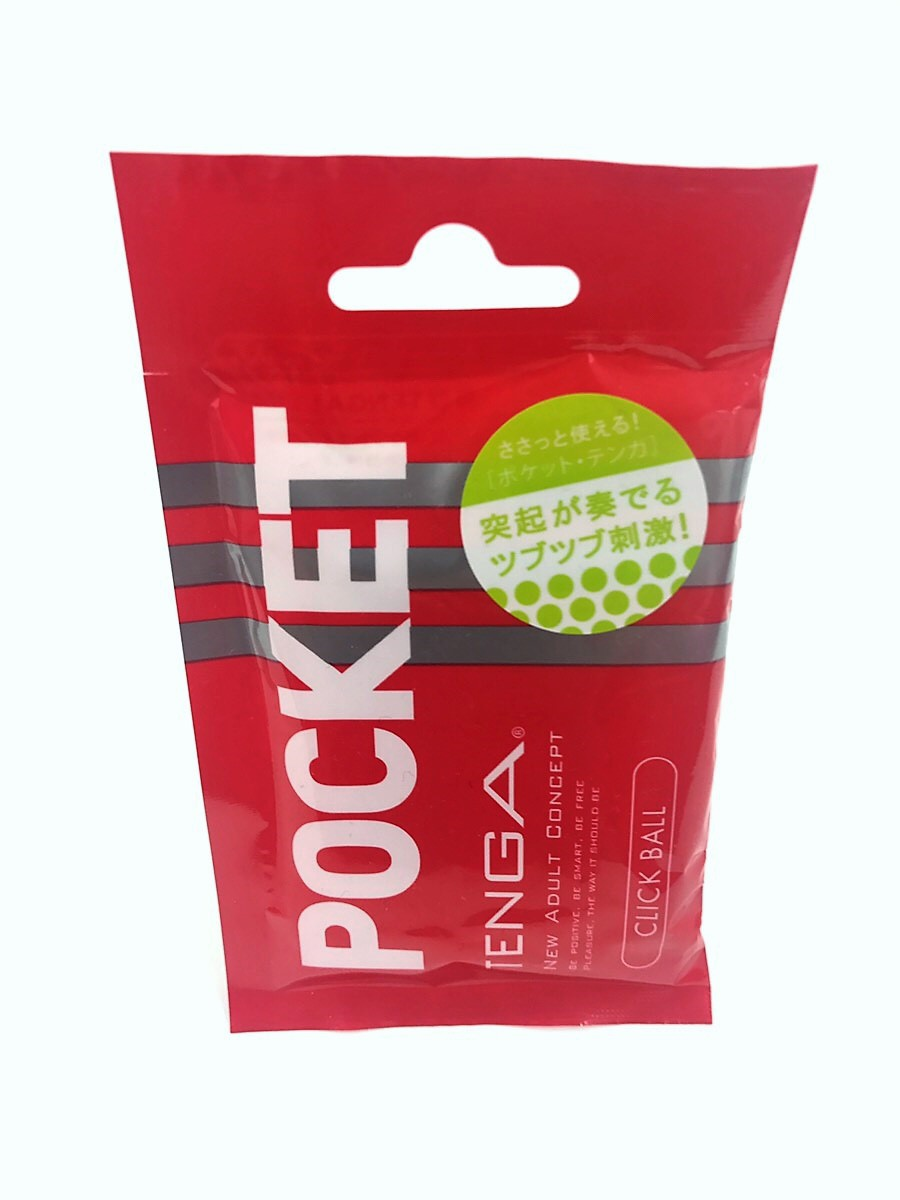
POCKETシリーズ

エッグシリーズ同様、ローションを別添した1回使い切りで、薄くした軟質素材を用いた小型の携帯用製品となっている。素材硬度と内部ディテールに応じ、3種類の製品がある。

### Keith Haring キース・ヘリングシリーズ
外観や内部ディテールにキース・ヘリングのアート作品のモチーフを用いたシリーズであり、カップシリーズ2種類・エッグシリーズ3種類が作成されている。売り上げの一部は公益財団法人エイズ予防財団に寄付される。

### HOLE ホールシリーズ

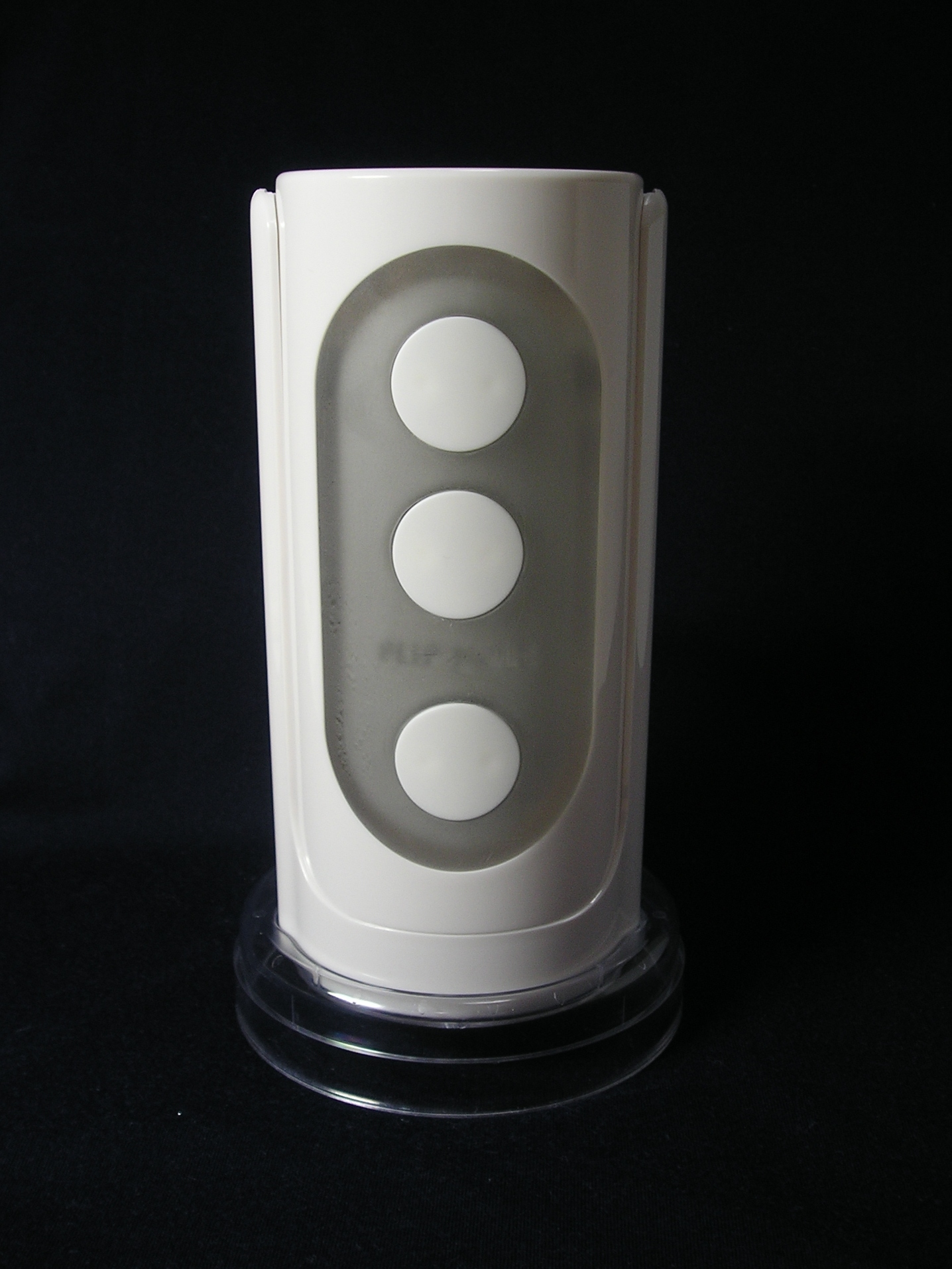
フリップホールの外観（収納時）

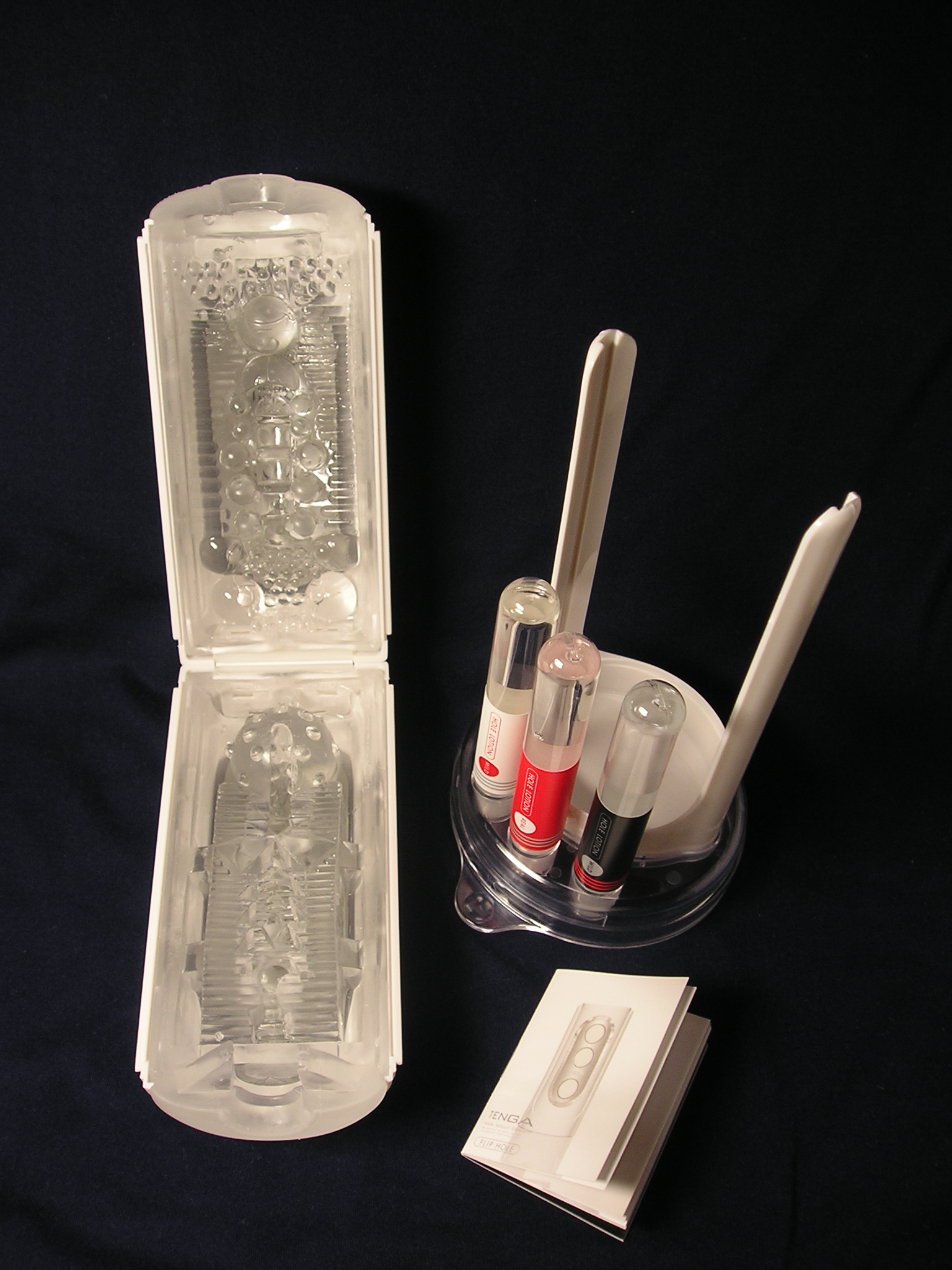
フリップホールの留め具を外し、開いた状態。セットに付属する3種類のローションとマニュアルも見える

洗浄・乾燥して繰り返し使用できることが特色である。
- SPINNER：スピンギミックによる捻り刺激に特化したシリーズである。
- MOOVA：軟質素材と螺旋の内部ディテールにより、密着した回転刺激に特化したシリーズである。
- TENGA 3D SPIRAL：通常は内部にあるディテール面を外側にデザインしたことで（使用時は裏返す）、洗浄後の乾燥を容易にしたシリーズである。
- FLIP HOLE：洗浄しやすいよう二つに大きく開くことのできるフリップスタイルを採用した製品である。
- FLIP 0（ZERO）：カップシリーズのPREMIUMと同じ素材を用いている。またフリップスタイルを採用していることに加え、保管ケースを付属させるなど衛生面を改良した製品である。
- FLIP ORB：こちらもフリップスタイルを採用した製品であり、軟質素材のゲル内部に異素材を複数埋め込むことで使用感を改良し、また本体にくびれをつけ手で持ちやすくした製品である。

### オプショナルアイテム

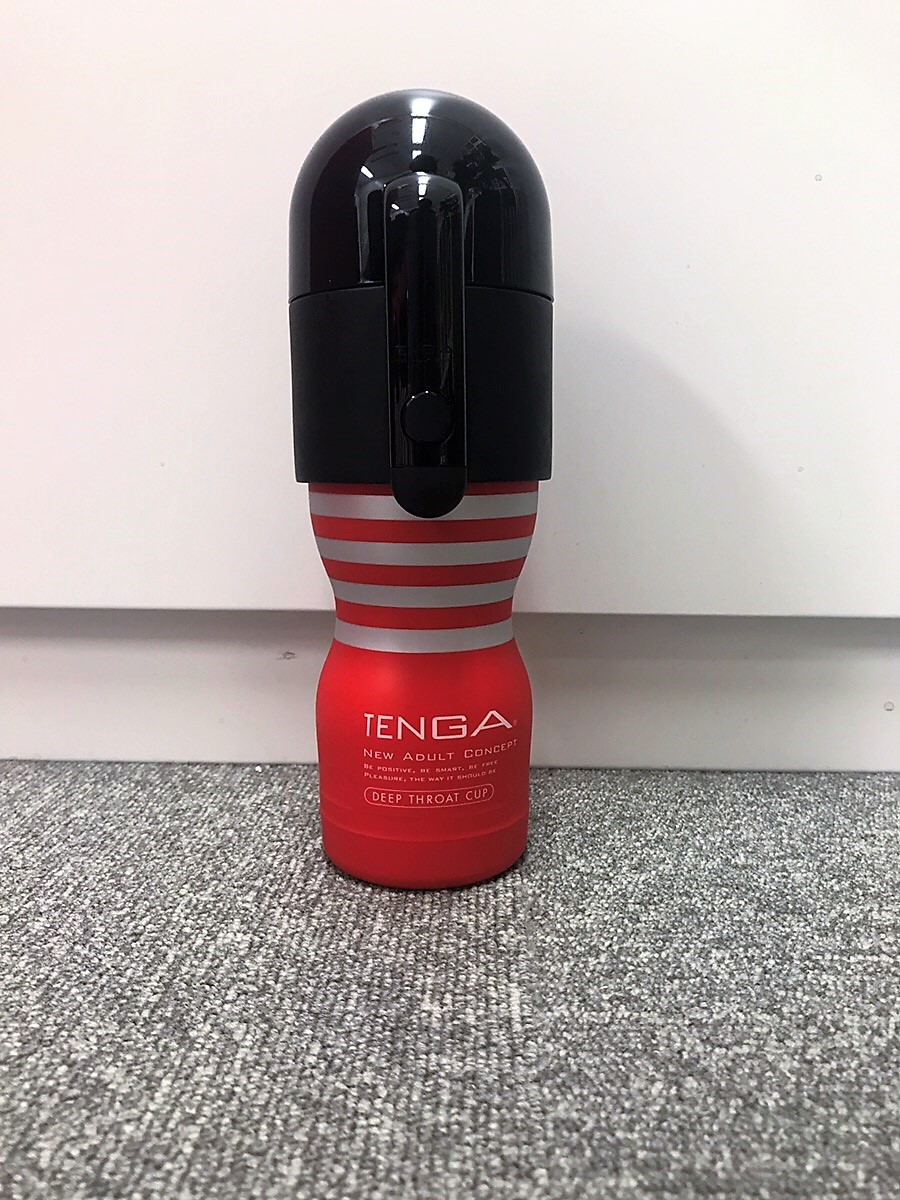
オプション（バキュームコントローラー）

- GYRO ROLLER：TENGAカップシリーズ専用の電動ローリングコントローラである。ROLLING TENGA GYRO ROLLER CUPシリーズとの併用が推奨されている。
- Vacuum Controller：TENGAカップシリーズ専用の電動バキュームマシーンである。バキューム対応カップとの併用が推奨されている。
- HOLE WARMER：酢酸ナトリウムの過冷却反応を用いてカップ内部を温める器具である（いわゆる懐炉の一種）。

### ローションシリーズ
素材や使用感などに応じ、アダルトグッズ用のものと、対人用のものを合わせて4種類が販売されている。

### バイブレーターシリーズ
カップル向けのバイブレーターシリーズ。

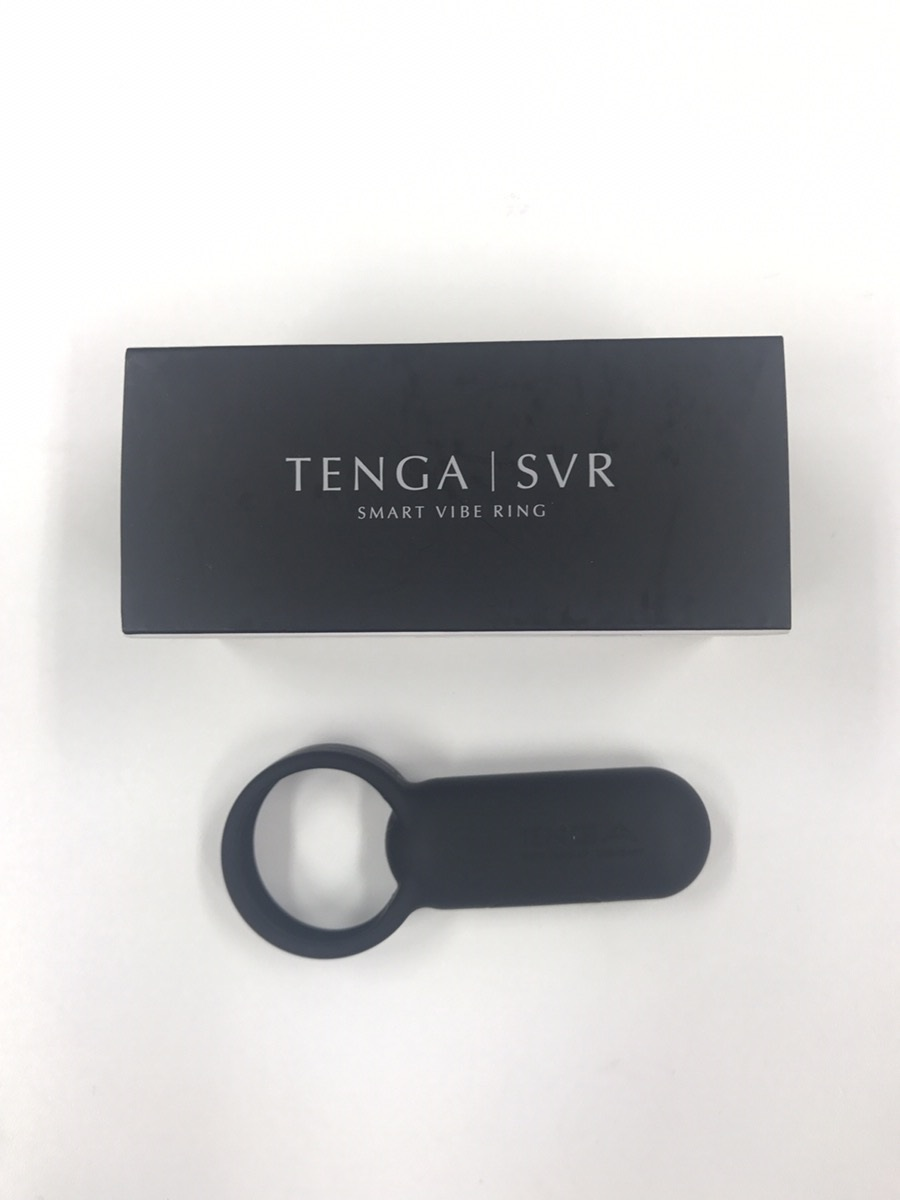
バイブレーターシリーズ（SVR）

- SVR：充電式小型バイブレーター。シリコン素材で、片端に伸び縮みするリングが備え付けられており、指や陰茎に装着することができる。丸洗いが可能である。
- SVR PLUS：上記SVRのモーターを強化した製品である。
- Delta：スタンディングタイプの小型バイブレーター。先端の角度を変えることができる。
- VI-BO：モーターが内蔵されたベース・ボールと、形状の異なるカバーを組み合わせた製品である。丸洗いが可能である。

### コンドーム
TENGAオリジナルのコンドーム製品で、缶バッジのようなデザインの円形パッケージで包装されている。

### 飲料シリーズ
TENGAオリジナルのエナジードリンク製品である。
- メンズチャージ：アルギニン、シトルリン、亜鉛酵母などを配合した、ゼリータイプのパウチ飲料である。
- ナイトチャージ：肝臓エキス、マカ、ウコンを配合した、フルーツフレーバーの炭酸エナジードリンクである。女性もターゲットとされている。

### TENGAオフィシャルグッズ
「LOVE ME TENGA」ロゴその他TENGAロゴや漫画家のイラストをあしらった衣類、帽子、トートバッグ、文房具などが販売されている。

### TENGAロボ ロボシリーズ
TENGA カップシリーズを模したデザインのロボットのフィギュアである。手足や顔を胴体部に押し込むと、TENGAカップと同様の外観になる。

## 販路・店舗展開
TENGAは、発売初年度でのヒットおよび卑猥さのないデザインにより、アダルトショップのみならず、量販店、雑貨店、ドラッグストアなどでも広く取り扱われている。また、Amazonその他のオンラインショップにも販路が展開されている。
TENGA固有の販路としては以下が挙げられる。
- TENGA OFFICIAL ONLINE STORE：株式会社典雅が直営するオンラインショップである。
- TENGA SHOP／TENGA VILLAGE：量販店などの店内に、TENGAがプロデュースした特設コーナーとして設置されているスペースであり、TENGA製品を購入することができる。ヴィレッジヴァンガード内に設けられたものを特にTENGA VILLAGEとしている。

## 姉妹ブランド
- Iroha：女性向けのマスターベーショングッズブランド。
- TENGAヘルスケア：性機能サポート（主に射精障害の改善）用のオナホールや、妊活サポートのためのサプリメントや精液運搬用保温器などを販売するブランド。

## 社会との関係

### 医学研究における利用

#### 射精障害治療
TENGAカップは、医療現場において膣内射精障害の患者のリハビリツールとして用いられてきた。膣内射精障害は、圧力をかけすぎるなどの誤ったマスターベーションにより生じる例が多いため、弱い圧力でも射精が可能になるようマスターベーションの方法を矯正することにより改善することが見込まれる。具体的には、ハード、スタンダード、ソフトの順でTENGAカップシリーズを用いさせ、患者を弱い圧力に慣れさせるという方法が用いられている。
医療関係者からは、TENGAカップは一般の雑貨店で購入可能なこと、グリップ圧を一定に保ちやすいこと、ハード・スタンダード・ソフトの3種類があり圧力を調整しやすいこと、1回使い切りのため清潔であること、医療現場でも受け入れやすいデザインになっていること、製造元・販売元表示が明記されているために安心感があることなどが、TENGAカップを採用した理由としてあげられている。

#### 前立腺摘出手術後の勃起障害治療
前立腺摘出手術後に、勃起障害を生じる例がある。内服薬を服用した後にTENGA製品を用いて性的な刺激を与えることにより、勃起障害を改善することが見込まれる。特に勃起障害のある患者については、勃起が不十分な状態でも用いることのできるエッグシリーズが用いられる例がある。

### 高齢者向け施設における利用
高齢者向けのデイサービス等の施設において、特に入浴介助の場面などで、高齢者である利用者からスタッフがセクシュアルハラスメントの被害を受ける事例が報告されている。そのため、仮に性欲への適切な対処がなされていれば、こうした加害が減少するのではないかという仮説に基づき、TENGA製品を施設内売店で販売することを決定した施設もある。

### 社会貢献活動

#### 障害者支援
手に障害がありマスターベーションを行うことができない身体障害者のために、作業療法士とTENGA用の自助具（カフ）を共同開発し、売り上げの一部を身体障害者支援のために用いている。また、身体障害者のセクシャリティに関する支援を行う団体である特定非営利活動法人ノアールへの継続的な支援を行っている。

#### 清掃活動
特定非営利法人海さくらと共同し、江ノ島で、ゴミ袋一袋分のゴミを回収すればTENGA製品と交換できるという「18禁ゴミ拾い」を、新宿二丁目でレインボーゴミ拾いを、それぞれ開催し、また継続的に不燃ゴミ袋の提供を行っている。

#### レインボープライドへの協賛
2013年以降レインボープライドへの協賛を行い、またレインボー柄の限定デザインのTENGAカップを製作、売り上げの一部をセクシュアルマイノリティ支援の活動に寄付している。

#### アスリートへのスポンサーシップ
TENGAブランドのもと、2018年12月現在、以下のアスリートへのスポンサーシップを行っている。
- 内野洋平（BMXライダー）
- ビッキー・ゴメス（スペイン語版）（BMXライダー）
- イーライ・リード（スケートボーダー）
- 仲村拓久未（サーファー）

### 偏見との戦い
マスターベーション関連商品という製品の性質上、TENGAは度々偏見にさらされてきた。例えば、2006年にグッドデザイン賞の1次審査を通過した際は、2次審査向けの展示会に向けて多額の費用をかけて準備をし、主催者からも展示案に承諾を得ていたにもかかわらず、展示会前日になって「審査はするが展示を認めない」と通告され、TENGA側がこれに応じず展示を行ったところ、展示会の初日開始後わずか3時間で展示を撤去された。その後、「審査委員長が総合的に最終判断」した結果という理由づけで、審査対象からも外されている。
また、広報担当の従業員が、SNSにおいて卑猥な言葉を投げかけられたり、匿名掲示板で性的に揶揄されるといった、セクシュアルハラスメントの被害に遭うという事例も報告されている。

## TENGAが登場する作品

### 漫画・アニメ
- 「みんな!エスパーだよ!」：突然超能力が芽生えた日本の地方の男子高校生を主人公とするSFコメディ漫画。登場人物の1名は他者の超能力を奪って使用するという能力を有しているが、奪った能力はTENGA製品を模した物体として有形化する。
- 「TENGIRLS」：TENGAを擬人化した漫画。漫画作者はブッチャーUでTENGA公式のインターネットコミック。都市にはびこる凶悪犯罪や未曾有の事故に、TENGA製品をモチーフにデザインされた少女らが立ち向かうというストーリーになっている。

### 映画
- 「みんな!エスパーだよ!」：株式会社典雅が特別協賛しており、挿入歌として「LOVE ME TENGA」が用いられる。

### 音楽
- 餓鬼レンジャー「神の穴」：ケンドーコバヤシによりLOVE ME TENGAというリリックが反復されている。株式会社典雅がスポンサーとなっているラジオ番組「TENGA茶屋」Podcast版の挿入歌[55]。